# Ритм-танец
Ритм-танец (англ. Rhythm-dance, RD, до 2018 года короткий танец, SD) — программа соревнований в спортивных танцах на льду, введённая Международным союзом конькобежцев с сезона 2010—2011, и заменившая собой обязательный и оригинальный танец.
Ритм-танец исполняется юниорами и взрослыми. У детей и любителей заменяется обязательным танцем.

## Предпосылки
Обязательный танец, с одной стороны, плохо освещался телевидением и был непопулярен у зрителей — аутсайдеры и чемпионы, европейцы и американцы танцевали одно и то же с минимальными вариациями. С другой — именно он показывал, насколько хорошо пара умеет танцевать. Кроме того, Олимпийский комитет постоянно требовал снизить расходы на проведение соревнований. Два года технический комитет ИСУ по танцам разрабатывал новый формат соревнований, и только в 2010 году концепция «короткого танца» окончательно выработалась.
В 2018 году короткий танец переименован в ритм-танец, не изменившись кардинально.

## Описание
На сезон задаются вид музыки (например, латиноамериканские танцы) и обязательный танец (например, ча-ча-ча конгеладо). Тогда короткий танец будет латиноамериканским танцем, в который включены два круга ча-ча-ча (для более сложных танцев может предписываться один круг). Серии или секции обязательного танца могут исполняться в любой части короткого танца (в начале, середине или конце) и должны так сочетаться с остальным танцем, чтобы всё это выглядело единой программой, а не двумя склеенными ритмами. Юниоры, если предписывается исполнение более чем одной серии обязательного танца, должны исполнять их одну за другой. Взрослым разрешено вставлять между сериями творческую часть.
Для стандартного танца публикуются диаграмма шагов и критерии оценок. Рисунок «творческой» части должен иметь постоянное направление (по или против часовой стрелки). Весь танец должен отражать характер избранного танцевального ритма и должен быть перенесён на лёд, демонстрируя техническое мастерство, посредством сложных шагов и движений, используя плавное и рёберное скольжение. Продолжительность короткого танца 2:40 (±10 секунд). Отсчёт времени должен начинаться с момента, когда один партнёров начнет двигаться или скользить и до полной остановки в конце программы.

## Обязательные части коротких танцев на сезоны
| Сезон     | Взрослые                                            | Взрослые                                                            | Юниоры                                                        | Юниоры                                                               |
| Сезон     | Обязательный танец                                  | Ритмы творческих частей                                             | Обязательный танец                                            | Ритмы творческих частей                                              |
| --------- | --------------------------------------------------- | ------------------------------------------------------------------- | ------------------------------------------------------------- | -------------------------------------------------------------------- |
| 2010—2011 | Золотой вальс (Golden Waltz) (1 полная серия танца) | До двух ритмов из: вальс, фокстрот, квикстеп, танго                 | Венский вальс (Viennese Waltz)                                | Вальс, фокстрот, квикстеп, танго                                     |
| 2011—2012 | Румба (Rhumba) (2 полных серии танца)               | От одного до трёх ритмов из: ча-ча-ча, румба, самба, мамбо, меренге | Ча-ча-ча конгеладо (Cha Cha Congelado) (2 полных серии танца) | Ча-ча-ча или ча-ча-ча + один из ритмов: румба, самба, мамбо, меренге |
| 2012—2013 | Янки-полька (Yankee Polka)                          | Полька, марш, вальс                                                 | Блюз (Blues)                                                  | Блюз, свинг                                                          |
| 2013—2014 | Финнстеп (Finnstep)                                 | Фокстрот, квикстеп, чарльстон, свинг                                | Квикстеп (Quickstep)                                          | Квикстеп; квикстеп + фокстрот или чарльстон                          |
| 2014—2015 | Пасодобль (Paso Doble)                              | До двух ритмов из: пасодобль, фламенко                              | Серебряная самба (Silver Samba)                               | Самба, румба, ча-ча-ча, мамбо, безе, сальса                          |
| 2015—2016 | Равенсбургский вальс (Ravensburger Waltz)           | Вальс                                                               | Звездный вальс (Starlight Waltz)                              | Вальс                                                                |
| 2016-2017 | Полуночный блюз (Midnight Blues)                    | Блюз, свинг                                                         | Блюз                                                          | Блюз, свинг                                                          |
| 2017-2018 | Румба (Rhumba)                                      | От одного до трёх ритмов из: ча-ча-ча, румба, самба, мамбо, меренге | Ча-ча-ча конгеладо (Cha Cha Congelado) (2 полных серии танца) | Ча-ча-ча или ча-ча-ча + один из ритмов: румба, самба, мамбо, меренге |
| 2018-2019 | Танго-романтика                                     | -                                                                   | Аргентинское танго                                            | -                                                                    |